# کالای جانشین
در اقتصاد یک راه طبقه‌بندی دو یا چند کالا به وسیله رابطهٔ برنامه‌های تقاضا است زمانی که قیمت یک کالا تغییر می‌کند.
این رابطه بین برنامه‌های تقاضا منجر به طبقه‌بندی کالا به عنوان کالای جانشین یا کالای مکمل می‌گردد. کالای جانشین کالاهایی هستند که به دلیل تغییر شرایط، ممکن است در استفاده (یا مصرف) جایگزین یکدیگر شوند. یک کالای جایگزین در مقابل یک کالای مکمل، یک کالا با کشش تقاضای متقاطع مثبت است. این به این معنا است، تقاضای یک کالا افزایش می‌یابد زمانی که قیمت کالای دیگر افزایش یابد و برعکس، تقاضا برای یک کالا کاهش می‌یابد زمانی که قیمت کالای دیگر کاهش یابد. اگر کالای A و B جانشین باشند یک افزایش در قیمت A باعث حرکت به طرف چپ در امتداد منحنی تقاضای A خواهد شد و منجر به انتقال منحنی تقاصای B به بیرون می‌گردد و یک کاهش قیمت در A باعث حرکت به سمت راست در امتداد منحنی تقاضا A خواهد شد و منجر می‌شود منحنی تقاضا برای B به داخل انتقال یابد.

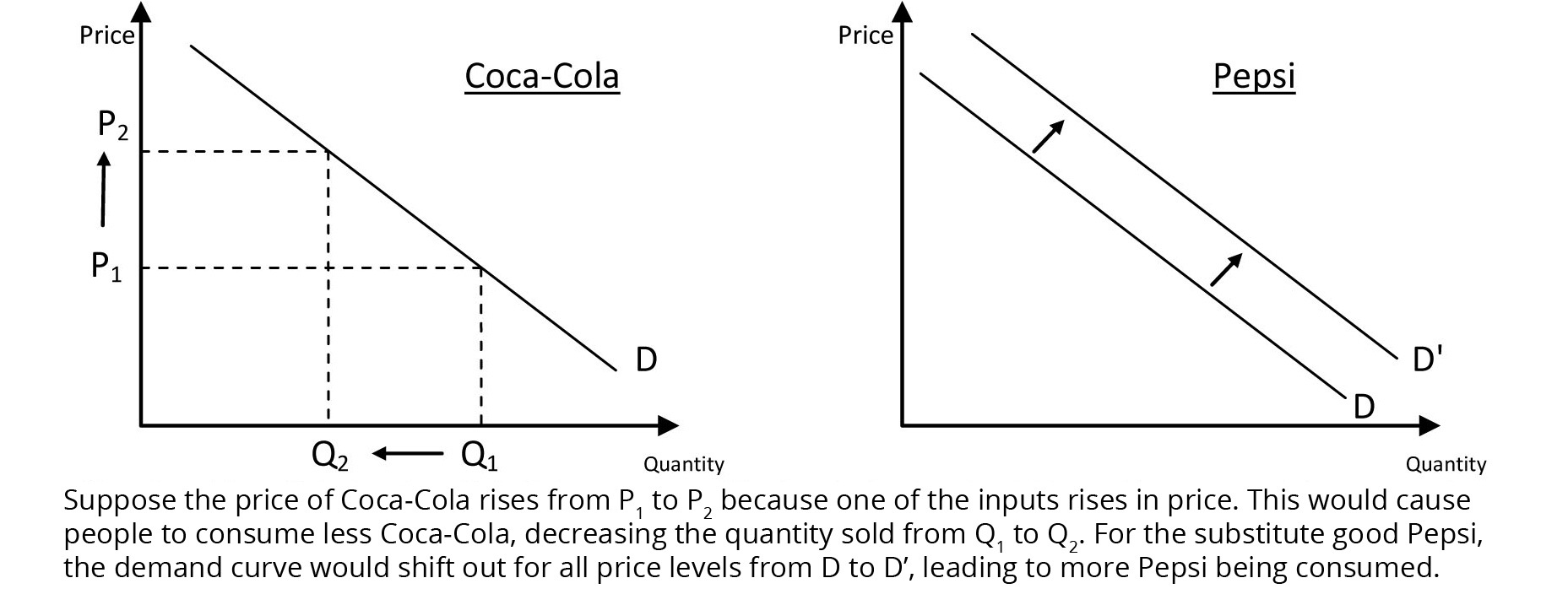
در تصویر قیمت کوکاکولا از P1 به P2؛ به دلیل افزایش قیمت یکی از مواد اولیهٔ آن٬ افزایش یافته است. این باعث شده مردم کوکاکولای کمتری مصرف کنند و مقدار تقاضا از Q1 به Q2 کاهش یابد. برای کالای جانشین آن پپسی٬ منحنی تقاضا در همهٔ سطوح بالا رفته و از D به`D رسیده؛ که نشان مصرف بیشتر کالای جانشین است.

## مثال‌ها
نمونه‌های کلاسیک از محصولات جایگزین عبارتند از: مارگارین و کره، چای و قهوه
جانشینی کالاها نه تنها از طرف مصرف‌کننده بازار بلکه همچنین از طرف تولیدکننده نیز رخ می‌دهد. کالاهای قابل جانشین تولیدکننده عبارتند از: نفت و گاز طبیعی (برای گرم کردن یا تولید برق استفاده می‌شود)
درجهٔ کالای جانشین ایده‌آل بستگی دارد به اینکه چگونه به‌طور خاص تعریف شده باشد برای مثال تقاضا برای برنج krispies که در آن کالا بسیار محدود تعریف شده‌است در مقایسه با تقاضا برای غلات به‌طور کلی.
در حقیقت کالاهای قابل جایگزین برای یکدیگر از عواقب اقتصاد فوری است. تا آنجا که یک کالا می‌تواند برای دیگری جایگزین شود و تقاضا برای دو نوع از کالا باهم بالا رود به وسیله این حقیقت مشتری می‌تواند با سنگین و سبک کردن یک کالا برای دیگری، در صورت مناسب بودن مزیت آن را انتخاب کند.

## افزایش در قیمت
افزایش قیمت (به شرط ثابت بودن شرایط) باعث افزایش تقاضا برای کالای جانشین آن خواهد شد. اگر دو کالا قابلیت جایگزینی بالا داشته باشند تغییر در تقاضا بسیار بیشتر خواهد بود بنابراین اقتصاددانان به عنوان مثال می‌توانند پیش‌بینی کنند که افزایش هزینه یک نام تجاری خاص از مواد شوینده به احتمال زیاد به دلیل یک تغییر بزرگ در تقاضا برای مارک‌های دیگر است و مواد شوینده بسیار مشابه هستند در نتیجه قابلیت جایگزینی بالاتری دارند در جالی که مداد و قلم جایگذین جزئی هستند حال آنکه بسیاری از آن‌ها گاهی قابل تعویض و جایگزنی هستند اما بسیاری از مصرف‌کنندگان یکی را بر دیگری بیشتر ترجیح می‌دهند و گاهی اوقات تنها یکی را قبول می‌کنند مانند قلم برای اسناد قانونی یا مداد برای تکالیف ریاضی دبیرستان

## انواع مختلف
توجه داشته باشیدهنگام بحث کردن در مورد کالای جانشین ما در حال صحبت کردن در مورد انواع مختلفی از کالا هستیم، بنابراین قابلیت جایگزینی یک کالا برای دیگری همیشه یک سطح از ماده است
یک کالای جایگزین مناسب برای دیگری است تنها در صورتی که بتوان آن را دقیقاً به همان شیوه استفاده کرد، در این صورت مطلوبیت یک ترکیب، تابع رو به افزایش از مجموع دو مقدار است و از لحاظ نظری در مورد تفاوت قیمت‌ها تقاضا برای کالای گران‌تر وجود نخواهد داشت.
در اقتصاد خرد دو نوع جانشینی وجود دارد، جانشین ناخالص و جانشین خالص.
کالای Xi را یک جانشین ناخالص برای کالای Y گفته می‌شود اگر:
{\displaystyle {\frac {\partial X_{i}}{\partial P_{Y}}}>0}
وبه کالای Y وX جانشین خالص گفته می‌شود اگر:
{\displaystyle \left.{\frac {\partial X_{i}}{\partial P_{Y}}}\right|_{U=const}>0}
در آن{\displaystyle U=U(X,Y)} یک تایع مطلوبیت برای دو کالا باشد

## جایگزینی از کالا

منحنی بی تفاوتی برای جانشینی کامل

کالاهایی که به‌طور کامل قابل تعویض با یک دیگر هستند را جانشین کامل می‌گویند آن‌ها ممکن است یه عنوان کالاهایی که نرخ جانشینیشان ثابت است مشخص شود، به عنوان مثال دیسک‌های فشرده و قابل نوشتن(CD) از تولیدکنندگان مختلف جایگزین کامل در نظر گرفته می‌شود، هنگامی که قیمت یک مارک سی دی افزایش یابد انتظار می‌رود مصرف‌کننده مارک‌های دیگر از سی دی را جایگزین کند این به این معنا است که مقدار کل سی دی‌های خریداری شده تغییر نخواهد کرد.
جایگزین ناقص سطح پایین‌تری از جایگزینی است و به این منظور نرخ‌های مرزی متغیر در امتداد منحنی‌های بی‌تفاوتی مصرف‌کننده نمایش داده می‌شود، نقاط مصرف بر روی منحنی در سطح مشابه از مطلوبیت به همان اندازه پیشنهاد می‌شود اما جبران خسارت در حال حاضر بستگی به نقطه شروع جایگزینی دارد. نوشابه‌ها نمونه‌ای از چنین محصولی است.
مانند افزایش قیمت کوکاکولا که انتظار می‌رود مصرف‌کننده پپسی را جایگزین کند با این حال بسیاری از مصرف‌کنندگان یک مارک نوشابه را بر دیگری ترجیح می‌دهند برای مثال مصرف‌کنندگانی که کوکاکولا را به پپسی ترجیح می‌دهند نمی‌خواهند بین آن‌ها براساس مد مبادله کنند در عوض مصرف‌کننده‌ها مایل خواهند بود مقدار نسبتاً زیاد پپسی را به جای مقدار نسبتاً کمی کوکا کولا از دست بدهند.

## رقابت کامل
یکی از شرایط لازم برای رقابت کامل این است که محصولات بنگاه‌های رقیب باید جایگزین کامل باشند، زمانی که این وضعیت تأمین نشده باشد بازار به وسیله محصولات متفاوت مشخص می‌گردد.

## جانشین کالا
کالاهای جایگزین یک مفهوم اقتصادی است که در آن دو کالا ارزش قابل مقایسه دارند به عنوان مثال سیب زمینی در مزارع مختلف.
اگر قیمت سیب زمینی یک مزرعه بالا رود مردم خرید آن را متوقف خواهند کرد و در عوض از مزرعه دیگر خریداری می‌کنند در صورت ثابت بودن شرایط (فرض کنید سیب زمینی‌ها از مزارع مختلف همگن هستند)